# Rhacochelifer brevimanus
Espèce
Synonymes
- Chelifer brevimanus Kolenati, 1857

Rhacochelifer brevimanus est une espèce de pseudoscorpions de la famille des Cheliferidae.

## Distribution
Cette espèce se rencontre en Arménie, en Géorgie et en Azerbaïdjan.

## Publication originale
- Kolenati, 1857 : Meletemata entomologica. VII. Byulleten' Moskovskogo Obshchestva Ispytatelei Prirody, vol. 30, p. 399-444.